# MYSTIQUE
『MYSTIQUE』（ミスティーク）は、日本の歌手、杏里の9枚目のオリジナル・アルバムである。1986年6月5日発売。発売元はフォーライフ・レコード。

## 概要
8thアルバム『WAVE』以来、およそ1年ぶりのオリジナル・アルバム。このアルバムからのシングルカットで18枚目のシングル『モーニング スコール』と同日発売。ジャケットやインナースリーブ内の写真はシンガポールで撮影された。″オリエンタルな夏″ をテーマに、エキゾティックなアジアンテイストの楽曲を主体に収録している。タイトルの「MYSTIQUE」には、″神秘的な″、″神秘主義の″ などの意味がある。
杏里本人が『月刊カドカワ』のインタビューで「角松君や小林君にいつまでも頼らないでこの作品で独り立ちして更に前進したかった」などと語っている通り、これまでにない作家や編曲家を起用し、この作品から杏里の作曲数も増加している。中でも全盛期の杏里を支えることになる吉元由美は本作から作詞家として参加している。初期作品の編曲を担当した鈴木茂も久々に編曲で参加した。
杏里は後年セルフカバーアルバムを多数リリースしているが、本作の収録曲は「ALL OF YOU」を除けばそれらのセルフカバーアルバムにはほとんど収録されていない。
2011年8月24日には、ブルースペックCDが紙ジャケット仕様で発売され、「モーニング スコール」のB面曲「EVENING RAIN」、オリジナル・アルバム未収録シングル「オリエンタル・ローズ」が追加収録された。

## 収録曲

### LP / CT
| #  | タイトル                     | 作詞     | 作曲       | 編曲     | 時間 |
| -- | ---------------------------- | -------- | ---------- | -------- | ---- |
| 1. | 「RED MOON CALLING」         | 園部和範 | 小田裕一郎 | 入江純   | 4:36 |
| 2. | 「SENTIMENTAL EXPRESS」      | 吉元由美 | 杏里       | 小倉泰治 | 4:13 |
| 3. | 「HONEYMOON SHUTTLE 蜜月船」 | 真沙木唯 | 佐藤博     | 佐藤博   | 4:24 |
| 4. | 「MYSTERY ZONE」             | 真沙木唯 | 佐藤博     | 鈴木茂   | 4:08 |
| 5. | 「ALL OF YOU」               | 吉元由美 | 杏里       | 入江純   | 4:31 |

| #  | タイトル                | 作詞     | 作曲       | 編曲     | 時間 |
| -- | ----------------------- | -------- | ---------- | -------- | ---- |
| 1. | 「MORNING SQUALL」      | 吉元由美 | 羽田一郎   | 入江純   | 4:33 |
| 2. | 「SOUTHERN COMFORT」    | 園部和範 | 杏里       | 小倉泰治 | 4:26 |
| 3. | 「PRIDE AND TEARS」     | 園部和範 | 杏里       | 小倉泰治 | 3:33 |
| 4. | 「WHISPER IN PARADISE」 | 吉元由美 | 小田裕一郎 | 入江純   | 4:02 |
| 5. | 「EASY BREAK」          | 吉元由美 | 小田裕一郎 | 入江純   | 3:59 |

### CD
| #         | タイトル                     | 作詞      | 作曲       | 編曲      | 時間  |
| --------- | ---------------------------- | --------- | ---------- | --------- | ----- |
| 1.        | 「RED MOON CALLING」         | 園部和範  | 小田裕一郎 | 入江純    | 4:36  |
| 2.        | 「SENTIMENTAL EXPRESS」      | 吉元由美  | 杏里       | 小倉泰治  | 4:13  |
| 3.        | 「HONEYMOON SHUTTLE 蜜月船」 | 真沙木唯  | 佐藤博     | 佐藤博    | 4:24  |
| 4.        | 「MYSTERY ZONE」             | 真沙木唯  | 佐藤博     | 鈴木茂    | 4:08  |
| 5.        | 「ALL OF YOU」               | 吉元由美  | 杏里       | 入江純    | 4:31  |
| 6.        | 「MORNING SQUALL」           | 吉元由美  | 羽田一郎   | 入江純    | 4:33  |
| 7.        | 「SOUTHERN COMFORT」         | 園部和範  | 杏里       | 小倉泰治  | 4:26  |
| 8.        | 「PRIDE AND TEARS」          | 園部和範  | 杏里       | 小倉泰治  | 3:33  |
| 9.        | 「WHISPER IN PARADISE」      | 吉元由美  | 小田裕一郎 | 入江純    | 4:02  |
| 10.       | 「EASY BREAK」               | 吉元由美  | 小田裕一郎 | 入江純    | 3:59  |
| 11.       | 「INNOCENT TIME」            | 園部和範  | 杏里       | 小倉泰治  | 4:39  |
| 合計時間: | 合計時間:                    | 合計時間: | 合計時間:  | 合計時間: | 47:08 |

| #         | タイトル                 | 作詞      | 作曲       | 編曲      | 時間  |
| --------- | ------------------------ | --------- | ---------- | --------- | ----- |
| 12.       | 「EVENING RAIN」         | 園部和範  | 小田裕一郎 | 入江純    | 4:18  |
| 13.       | 「オリエンタル・ローズ」 | 吉元由美  | 小田裕一郎 | 入江純    | 4:06  |
| 合計時間: | 合計時間:                | 合計時間: | 合計時間:  | 合計時間: | 55:36 |